# Nidovirale
Nidoviralele  (Nidovirales) sunt un ordin de virusuri anvelopate cu genom ARN liniar monocatenar nesegmentat de sens pozitiv (polaritate pozitivă), care funcționează ca ARNm (ARN mesager) pentru translația replicazei. Au o organizare genomică similară, ordinea genelor de la capătul 5' spre capătul 3' este  următoare - o genă pentru replicază urmată de gene pentru proteine structurale și nestructurale. ARN genomic este poliadenilat la capătul 3'. Replicarea implică un grup îmbucat sau nidiform (nested set) de patru sau mai mulți ARN subgenomici,  care au capătul 3' comun, coterminal. Numele ordinului Nidovirales derivă din cuvântul latin nidus = cuib. Posedă un înveliș virionic cu o proteină membranară integrală. Ordinul nidovirale cuprinde 4 familii cu virusuri agenți patogeni ai mamiferelor și omului:
- Arteriviridae
- Coronaviridae
- Mesoniviridae
- Roniviridae